# Canthyporus angustatus
Canthyporus angustatus är en skalbaggsart som beskrevs av Omer-cooper 1965. Canthyporus angustatus ingår i släktet Canthyporus och familjen dykare. Inga underarter finns listade i Catalogue of Life.